# Вайс, Геральд
Геральд Дитмар Эберхард Вайс (нем. Gerald Dietmar Eberhard Weiß; 8 января 1960, Любц, Мекленбург — Передняя Померания — 17 февраля 2018, Göhlsdorf, Бранденбург) — немецкий легкоатлет, специалист по метанию копья. Выступал за сборную ГДР по лёгкой атлетике в 1980-х годах, чемпион восточногерманского национального первенства, серебряный призёр летней Универсиады, участник летних Олимпийских игр в Сеуле.

## Биография
Геральд Вайс родился 8 января 1960 года в городе Любц, ГДР. Проходил подготовку в Шверине, в местном спортивном клубе «Трактор».
На чемпионате ГДР 1979 года занял в метании копья пятое место. Год спустя был уже вторым, уступив только Детлефу Михелю. Наконец, в 1981 году одержал победу в зачёте национальной первенства, вошёл в состав восточногерманской национальной сборной и побывал на Универсиаде в Бухаресте, откуда привёз награду серебряного достоинства — пропустил вперёд только советского копьеметателя Дайниса Кулу.
На чемпионатах ГДР 1983, 1984 и 1985 годов занимал второе, третье и четвёртое места соответственно.
В 1986 году с копьём нового образца стал серебряным призёром национального первенства, вновь проиграв Детлефу Михелю. Выступил на чемпионате Европы в Штутгарте, где занял в программе метания копья 11 место.
На чемпионатах ГДР 1987 и 1988 годов вновь был вторым. Благодаря череде удачных выступлений удостоился права защищать честь страны на летних Олимпийских играх 1988 года в Сеуле — метнул здесь копьё на 81,30 метра, расположившись в итоговом протоколе соревнований на шестой строке.
Оставался действующим спортсменом вплоть до 1991 года, хотя в последнее время уже не показывал сколько-нибудь значимых результатов. Впоследствии работал автослесарем, был сотрудником почтовой службы. Был женат, имел двоих детей.
Имя Вайса фигурирует в документах, обнародованных после объединения Германии, указывающих на систематическое использование допинга спортсменами ГДР.
Умер 17 февраля 2018 года в коммуне Клостер-Ленин в возрасте 58 лет.